# Árnissa
Árnissa är en ort i Grekland.   Den ligger i prefekturen Nomós Péllis och regionen Mellersta Makedonien, i den norra delen av landet, 400 km nordväst om huvudstaden Aten. Árnissa ligger 554 meter över havet och antalet invånare är 1 556.
Terrängen runt Árnissa är kuperad söderut, men norrut är den bergig.Runt Árnissa är det glesbefolkat, med 12 invånare per kvadratkilometer. Närmaste större samhälle är Édessa, 17,8 km öster om Árnissa. 